# 킴스클럽
킴스클럽(KIM'S CLUB)은 이랜드리테일에서 운영하는 식품 전문 중대형 할인매장이다. 1995년 6월 1일 뉴코아백화점 지하식품매장을 활용해 할인점사업을 시작했으며, 현재는 뉴코아아울렛, 2001 아울렛, NC백화점, 동아백화점에서 식품전문 대형할인매장으로 탈바꿈하였다.
2022년 10월 이랜드리테일에서 물적분할하여 [이랜드킴스클럽]이라는 법인명으로 출범했다.
2022년 10월 기준, 총30개의 킴스클럽을 운영하고 있다.
그 중 29개는 이랜드리테일 유통점 지하1,2층 혹은 지상1층에 운영 중이며, 1개는 이랜드타운힐스 김포점 1층 상가에서 운영 중이다.
(참고로 킴스클럽 목동점(목동 행복한세상백화점 지하1층)과 2001아울렛 구로점, 2001아울렛 천호점, 2001아울렛 부평점, 뉴코아평택점, 지하1층에 운영 중인 4곳해서 총5개는 이랜드킴스클럽과 같은 공급망을 쓰고 이랜드통합멤버십을 쓰지만, 분리된 다른 회사이다)
2022년 6월 이랜드리테일이 국내에서 유일하게 흑자를 내는 새벽배송 기업인 오아시스에 330억을 투자하며 전략적 투자자가 됨에 따라 이랜드킴스클럽과 온오프로 사업제휴를 공격적으로 진행 중이다. 
우선 킴스클럽과 오아시스가 함께 [킴스오아시스] 브랜드를 
공동출원하여 만들었다. 
22년 8월 29일 이랜드킴스클럽의 1등 오프라인 지점인 뉴코아 강남점의 S급 입지에 35평 규모로 킴스오아시스 매장을 오픈해서 운영 중이다. 기존에 그 자리에서 운영하던 제주전문관보다 4~5배 성장하고 있어서 긍정적인 평가를 받고 있다. 특히 눈높이가 높은 강남주부를 만족시켰다는 평가다.  
22년 10월 5일 킴스오아시스 온라인쇼핑몰을 오픈했다.
킴스오아시스 온라인쇼핑몰은 오아시스의 친환경유기농 신선상품과 킴스클럽의 경쟁력 있는 산지상품, 공산식품, 오프라이스(킴스클럽 PB- 이마트 노브랜드와 유사하나 유명 맛집 IP와 콜라보가 차별화 강점 포인트)를 합포장으로 새벽배송으로 받아볼 수 있다. IT기술력이 검증된 지어소프트(오아시스의 모회사)의 서포트와 오아시스의 풀필먼트센터운영역량, 새벽배송,
근거리배송(퀵&주간배송)을 한번에 해결했다는 업계의 평가다. 
m.kimsoasis.com (킴스오아시스APP을 다운 받으면 편하다)   
오아시스 신규회원 가입 시 3만원 이상 사용할 수 있는 1만원 쿠폰을 즉시 지급하고 있다. 만약 오아시스 기존회원이면 방법은 2가지가 있다. (1) 이랜드의 통합멤버십APP인 이멤버를 통한 간편로그인이다. 이 경우오아시스 기존회원도 중복가입이 가능하다. (이멤버APP을 다운 받으면 된다.) (2)  가입한 본인 외에 가족(부모님, 남편 등)이 가입하는 것이다. 이 경우 친구추천ID를 넣으면 5천원 쿠폰이 즉시 발급되는 것은 똑똑한 사람들은 다 아는 안비밀이다.   

## 지점현황
킴스클럽은 뉴코아아울렛, 2001아울렛, NC백화점, 동아백화점 내 식품 매장을 담당하고 있으며, 전국 30개의 매장을 운영하고 있다. (2022년 10월 기준)

## 같이 보기
- 이랜드그룹
- 킴스클럽마트